# Società Ginnastica Sampierdarenese 1926-1927
Questa voce raccoglie le informazioni riguardanti la Società Ginnastica Sampierdarenese nelle competizioni ufficiali della stagione 1926-1927.

## Stagione
Nella stagione 1926-1927 fu incluso nel girone B. Il club concluse il campionato al 5º posto per poi confluire nella società La Dominante.

## Divise
| Prima divisa |

## Organigramma societario
Area direttiva
- Presidente: Alfredo Nasturzio

Area tecnica
- Allenatore: Karl Rumbold

## Rosa
| N. |                     | Ruolo | Calciatore                |
| -- | ------------------- | ----- | ------------------------- |
|    | Italia (bandiera)   | P     | Tullio Bonadeo            |
|    | Italia (bandiera)   | P     | Lino Gallino              |
|    | Italia (bandiera)   | D     | Faraone Cattaneo          |
|    | Italia (bandiera)   | D     | Rodolfo Melani            |
|    | Italia (bandiera)   | D     | Mario Vellani             |
|    | Ungheria (bandiera) | D     | József Wereb              |
|    | Italia (bandiera)   | C     | Giacomo Bergamino         |
|    | Italia (bandiera)   | C     | Luigi Brunetti            |
|    | Italia (bandiera)   | C     | Ercole Carzino (Capitano) |
|    | Italia (bandiera)   | C     | Giuseppe Marchisotti      |
|    | Italia (bandiera)   | C     | Giacomo Mura              |

| N. |                   | Ruolo | Calciatore           |
| -- | ----------------- | ----- | -------------------- |
|    | Italia (bandiera) | C     | Pietro Repetto       |
|    | Italia (bandiera) | A     | Agostino Bodrato (I) |
|    | Italia (bandiera) | A     | Luigi Bodrato (II)   |
|    | Italia (bandiera) | A     | Luigi Cambiaso       |
|    | Italia (bandiera) | A     | Elios Del Ponte      |
|    | Italia (bandiera) | A     | Luigi Derchi         |
|    | Italia (bandiera) | A     | Antonio Moretti      |
|    | Italia (bandiera) | A     | Giuseppe Raggio      |
|    | Italia (bandiera) | A     | Luigi Davide Roveda  |
|    | Italia (bandiera) | A     | Luigi Tabacco        |

## Calciomercato
| Acquisti | Acquisti             | Acquisti | Acquisti   |
| R.       | Nome                 | da       | Modalità   |
| -------- | -------------------- | -------- | ---------- |
| D        | Luigi Brunetti       | Sestrese | definitivo |
| A        | Agostino Bodrato     | ?        |            |
| C        | Luigi Repetto        | ?        |            |
| C        | Egidio Casazza       | ?        |            |
| A        | Luigi Derchi         | ?        |            |
| A        | Bruno                | ?        |            |
| A        | Giuseppe Marchisotti | ?        |            |
| A        | Attilio Mattiozzi    | ?        |            |
| A        | Silvio Olmo          | ?        |            |
| A        | Rossi                | ?        |            |
| A        | Mario Vellani        | ?        |            |
| A        | Manlio Toccafondo    | ?        |            |

| Cessioni | Cessioni        | Cessioni | Cessioni   |
| R.       | Nome            | da       | Modalità   |
| -------- | --------------- | -------- | ---------- |
| P        | Enrico Viacava  | ?        |            |
| D        | Gaetano Grippi  | Biellese | definitivo |
| C        | Renato Boldrini | ?        |            |
| A        | Mario Toselli   | Sestrese | definitivo |

## Risultati

### Divisione Nazionale

#### Girone B

##### Girone di andata
| Arbitro: | Girelli (Verona) |

|           |           |                         |
| Hajós 27’ | Marcatori | 36’ Bodrato I 73’ Poggi |

| Arbitro: | A.Gama (Milano) |

|                                         |           |             |
| Veronese 7’ Busini III 42’ Vecchina 85’ | Marcatori | 35’ Moretti |

| Arbitro: | Enrietti (Torino) |

|                  |           |               |
| Bergamino II 77’ | Marcatori | 67’ Silvestri |

| Arbitro: | Bellandi (Milano) |

|                    |           |           |
| Fontana 64’ (rig.) | Marcatori | 5’ Derchi |

| Arbitro: | Pozzi (Treviglio) |

|                                               |           |           |
| Del Ponte 53’ Cambiaso 85’ Moretti 88’ (rig.) | Marcatori | 68’ Boros |

| Arbitro: | Montessoro (Torino) |

|                                                       |           |              |
| Cattaneo 3’, 31’, 44’ Ferrari 17’ Banchero I 61’, 87’ | Marcatori | 64’ Cambiaso |

| Arbitro: | Montessoro (Torino) |

|                           |           |  |
| Carzino II 88’ Raggio 89’ | Marcatori |  |

| Arbitro: | A.Gama (Milano) |

|              |           |                                   |
| Cambiaso 75’ | Marcatori | 13’, 89’ Schiavio 69’ Della Valle |

| Arbitro: | Pierallini (Modena) |

|                                                   |           |               |
| Rossetti II 31’, 76’, 81’ Libonatti 36’, 48’, 60’ | Marcatori | 41’ Del Ponte |

##### Girone di ritorno
| Arbitro: | Barlassina (Novara) |

|                                    |           |                |
| Mura 19’ Del Ponte 23’, 34’ (rig.) | Marcatori | 62’ Cevenini V |

| Arbitro: | Caironi (Milano) |

|                             |           |  |
| Derchi 54’ Carzino 83’, 89’ | Marcatori |  |

| Arbitro: | Asei Conte (Vercelli) |

|                                              |           |  |
| Silvestri 43’ Pitto 71’ (rig.) Bandini I 84’ | Marcatori |  |

| Arbitro: | Garbieri (Genova) |

|                                   |           |  |
| Del Ponte 26’ Mura 28’ Raggio 74’ | Marcatori |  |

| Arbitro: | Sganzetta (Torino) |

|  |           |             |
|  | Marcatori | 46’ Moretti |

| Arbitro: | Giorgi (Milano) |

|                                  |           |             |
| Del Ponte 11’ Moretti 85’ (rig.) | Marcatori | 9’ Chierico |

| Arbitro: | Sganzetta (Torino) |

|                                          |           |  |
| Wilhelm 15’ Moroni 34’, 69’ Bodini I 55’ | Marcatori |  |

| Arbitro: | Enrietti (Torino) |

|                                                 |           |                     |
| Schiavio 9’ Perin 22’ Muzzioli 59’ Genovesi 69’ | Marcatori | 53’ Roveda 68’ Mura |

| Arbitro: | Carraro (Padova) |

|                                                  |           |             |
| Tabacco 46’, 85’ Del Ponte 51’ (rig.) Raggio 55’ | Marcatori | 89’ Amadesi |

### Coppa CONI

#### Girone B

##### Girone di andata
| Sampierdarena 27 marzo 1927 1ª giornata | Sampierdarenese | 2 – 4 | Casale | Stadio di Villa Scassi |

| Sampierdarena 3 aprile 1927 2ª giornata | Sampierdarenese | 1 – 2 | Cremonese | Stadio di Villa Scassi |

| 10 aprile 1927 3ª giornata |  | – Turno di riposo |  |  |

| Genova 8 maggio 1927 4ª giornata | Sampierdarenese | 0 – 0 | Modena | Stadio di Villa Scassi |

| Padova 15 maggio 1927 5ª giornata | Padova | 5 – 0 | Sampierdarenese | Stadio Silvio Appiani |

| Genova 22 maggio 1927 6ª giornata | Sampierdarenese | 0 – 2 | Verona | Stadio di Villa Scassi |

| Roma 29 maggio 1927 7ª giornata | Fortitudo | 2 – 0 | Sampierdarenese |  |

##### Girone di ritorno
| Casale Monferrato 5 giugno 1927 8ª giornata | Casale | 5 – 0 | Sampierdarenese | Stadio Natale Palli |

| Cremona 12 giugno 1927 9ª giornata | Cremonese | 6 – 0 | Sampierdarenese |  |

| 16 giugno 1927 10ª giornata |  | – Turno di riposo |  |  |

| Modena 19 giugno 1927 11ª giornata | Modena | 3 – 0 | Sampierdarenese |  |

| Genova 29 giugno 1927 12ª giornata | Sampierdarenese | 0 – 2 | Padova | Stadio di Villa Scassi |

| Verona 3 luglio 1927 13ª giornata | Verona | 2 – 0 | Sampierdarenese |  |

| Genova 19 giugno 1927 14ª giornata | Sampierdarenese | 0 – 2 | Fortitudo | Stadio di Villa Scassi |

### Coppa Italia
| Vercelli 6 gennaio 1927 Secondo turno | Pro Vercelli | 3 – 0 | Sampierdarenese |  |

## Statistiche

### Statistiche di squadra
| Competizione                   | Punti | Totale | Totale | Totale | Totale | Totale | Totale |
| Competizione                   | Punti | G      | V      | N      | P      | Gf     | Gs     |
| ------------------------------ | ----- | ------ | ------ | ------ | ------ | ------ | ------ |
| Divisione Nazionale - girone B | 20    | 18     | 9      | 2      | 7      | 31     | 36     |
| Totale                         | 20    | 18     | 9      | 2      | 7      | 31     | 36     |

### Statistiche dei giocatori
Fonte:
| Giocatore      | Divisione Nazionale | Divisione Nazionale | Coppa Italia | Coppa Italia | Coppa CONI | Coppa CONI | Coppa Alberti | Coppa Alberti | Totale   | Totale |
| Giocatore      | Presenze            | Reti                | Presenze     | Reti         | Presenze   | Reti       | Presenze      | Reti          | Presenze | Reti   |
| -------------- | ------------------- | ------------------- | ------------ | ------------ | ---------- | ---------- | ------------- | ------------- | -------- | ------ |
| G. Bergamino   | 11                  | 1                   | 0            | 0            | 1          | 0          | 1             | 0             | 13       | 1      |
| L. Bodrato I   | 5                   | 1                   | 1            | 0            | 3          | 0          | 1             | 0             | 10       | 1      |
| A. Bodrato II  | 1                   | 0                   | 0            | 0            | 3          | 0          | 0             | 0             | 4        | 0      |
| T. Bonadeo     | 8                   | -15                 | 1            | -3           | 3          | -14        | 0             | 0             | 12       | -32    |
| L. Brunetti    | 10                  | 0                   | 1            | 0            | 6          | 0          | 0             | 0             | 17       | 0      |
| ?. Bruno       | 0                   | 0                   | 0            | 0            | 1          | 0          | 0             | 0             | 1        | 0      |
| L. Cambiaso    | 16                  | 3                   | 1            | 0            | 6          | 0          | 1             | 0             | 24       | 3      |
| Er. Carzino II | 17                  | 3                   | 0            | 0            | 7          | 1          | 1             | 0             | 25       | 4      |
| E. Casazza     | 0                   | 0                   | 0            | 0            | 2          | 0          | 0             | 0             | 2        | 0      |
| F. Cattaneo    | 3                   | 0                   | 0            | 0            | 0          | 0          | 0             | 0             | 3        | 0      |
| E. Del Ponte   | 13                  | 7                   | 1            | 0            | 7          | 0          | 0             | 0             | 21       | 7      |
| L. Derchi      | 7                   | 2                   | 1            | 0            | 7          | 0          | 0             | 0             | 15       | 2      |
| L. Gallino     | 10                  | -21                 | 0            | 0            | 5          | -13        | 1             | 0             | 16       | -34    |
| G. Marchisotti | 0                   | 0                   | 0            | 0            | 1          | 0          | 0             | 0             | 1        | 0      |
| A. Mattiozzi   | 0                   | 0                   | 0            | 0            | 1          | 0          | 0             | 0             | 1        | 0      |
| R. Melani      | 3                   | 0                   | 1            | 0            | 1          | 0          | 0             | 0             | 5        | 0      |
| A. Moretti     | 13                  | 4                   | 1            | 0            | 0          | 0          | 1             | 0             | 15       | 4      |
| G. Mura        | 17                  | 3                   | 0            | 0            | 6          | 0          | 1             | 0             | 24       | 3      |
| S. Olmo        | 0                   | 0                   | 0            | 0            | 1          | 0          | 0             | 0             | 1        | 0      |
| G. Raggio      | 18                  | 4                   | 0            | 0            | 6          | 0          | 1             | 0             | 25       | 4      |
| P. Repetto     | 4                   | 0                   | 1            | 0            | 0          | 0          | 0             | 0             | 5        | 0      |
| ?. Rossi       | 0                   | 0                   | 0            | 0            | 1          | 0          | 0             | 0             | 1        | 0      |
| L. Roveda      | 9                   | 1                   | 1            | 0            | 4          | 1          | 1             | 1             | 15       | 3      |
| L. Tabacco     | 9                   | 2                   | 1            | 0            | 7          | 1          | 0             | 0             | 17       | 3      |
| M. Toccafondo  | 0                   | 0                   | 0            | 0            | 1          | 0          | 0             | 0             | 1        | 0      |
| M. Vellani     | 3                   | 0                   | 0            | 0            | 7          | 0          | 1             | 0             | 11       | 0      |
| J. Wereb       | 18                  | 0                   | 0            | 0            | 1          | 0          | 1             | 0             | 20       | 0      |